# Бертолонія
Бертолонія (Bertolonia) — рід, що складається з 14 видів симпатичних, карликових, повзучих, ніжних багаторічників, корінних в тропічній Південній Америці. Ці трав'янисті рослини вирощують завдяки барвистому, оксамитовому листю, що варіюється від мерехтливо-білого з фіолетовим, рожевого з фіолетовим або бронзово-зеленого з карміном та більш світлих жилок, фіолетового знизу. Листя грубоволосисті, овальні 7 см завдовжки на коротких ніжках. Рослини несуть скупчення дрібних дзвоноподібних квіток, трохи вище листя, колір варіюється від рожевого, червоного, жовтого до фіолетового.

## Види
- Bertolonia argyrea
- Bertolonia guttata
- Bertolonia houttea
- Bertolonia maculata
- Bertolonia marmorata
- Bertolonia mosenii
- Bertolonia sp iporanga
- Bertolonia venezuelensis
- Bertolonia wentii